# Дервиш-хан (группа)
«Дервиш-хан» (баш. Дәрүишхан) — башкирская рок-группа, существовавшая в период с 1989 по 2009 года, и исполнявшая песни на башкирском языке. Один из основателей башкирского рока. Лидер-основатель группы - Альберт Габбасов. Лидер-исполнитель группы — Дим Маннанов.

## История
Группа образовалась в 1989 году при Маканском доме культуры в селе Макан Хайбуллинского района Республики Башкортостан, под руководством Альберта Габбасова, лидер-гитариста и композитора. Первоначально он был создателем группы «Крик», исполнявшем песни на русском. Но в том же 1989 году группа стала называться «Дервиш», а в 1992 году переименована в «Дервиш-хан».
В составе коллектива: аранжировщик и звукорежиссёр Р.Абдеев, клавишник Ирик Абдуллин, вокалист и гитарист Юлай Аскаров, гитарист и автор музыки Альберт Габбасов, вокалист и автор текста песен Дим Кулахметов (известный как Дим Маннанов), бас-гитарист Альберт Нигматуллин и барабанщик Альберт Нурисламов.
В конце 1992 года окончательно группа перебралась в Уфу, а спустя месяц, в феврале 1992 года, получила Гран-при на первом конкурсе «Урал Моно». Это была единственная команда, которая играла на нём «вживую» (телевидение страховалось и требовало фонограммный звук). В дальнейшем группа активно выступала на концертах и башкирском телевидении. Именно в этот период были написаны песни, принесшие большую популярность группе. Возрос технический уровень исполнения композиций и песен вообще.
Группа прекратила своё существование в 2009 году в связи со смертью Дима Маннанова. Тем не менее, спустя 10 лет возобновила свою работу в рамках выступления на йыйыне Всемирного Курултая Башкир, ретро-концертов и других мероприятиях.

## Отзывы
Кандидат исторических наук Азамат Буранчин отмечал, что творчество «Дервиш-хана», как и нескольких других рок-групп — «Рух», «Ант», «Караван-сарай», — является характерным представителем башкирского рока, возникшего в 1990 года на волне подъёма национального самосознания. По его мнению, наряду с «Рухом», «Дервиш-хан» стал одной из двух башкирских групп того времени, которые можно назвать «легендарными».

## Состав
- Альберт Габбасов — автор песен, композитор
- Дим Маннанов (Кулахметов) — вокал, автор текста песен
- Альберт Нигматуллин — бас-гитара
- Ирик Абдуллин — клавишные
- Альберт Нурисламов — барабаны
- Юлай Аскаров — вокал и гитара
- Р.Абдеев — аранжировщик и звукорежиссёр
- Ринат Зарипов - Вокал,гитара
- Ян Лира - Вокал,перкуссия,текста песен

## Награды
- Гран-при Республиканского конкурса-фестиваля башкирской молодёжи «Урал моно» («Мелодии Урала»; г.Уфа,1992).